# 紀元前291年
紀元前291年（きげんぜん291ねん）は、ローマ暦の年である。
当時は、「ルキウス・ポストゥミウス・メゲッルスとガイウス・ユニウス・ブブリクス・ブルトゥスが共和政ローマ執政官に就任した年」として知られていた（もしくは、それほど使われてはいないが、ローマ建国紀元463年）。紀年法として西暦（キリスト紀元）がヨーロッパで広く普及した中世時代初期以降、この年は紀元前291年と表記されるのが一般的となった。

## 他の紀年法
- 干支 : 庚午
- 日本
  - 皇紀370年
  - 孝安天皇102年
- 中国
  - 周 - 赧王24年
  - 秦 - 昭襄王16年
  - 楚 - 頃襄王8年
  - 斉 - 湣王10年
  - 燕 - 昭王21年
  - 趙 - 恵文王8年
  - 魏 - 昭王5年
  - 韓 - 釐王5年
- 朝鮮
  - 檀紀2043年
- ベトナム :
- 仏滅紀元 : 254年
- ユダヤ暦 :

## できごと

### ギリシア
- デメトリウス1世は、息子のアンティゴノス2世をテーベの包囲戦に派遣した。テーベ市民は街を強固に守ったが、デメトリウスはついに攻城兵器を用いて壁を破った。

### 共和政ローマ
- ローマ軍は、サムニウムの町ヴェノーザを攻撃した。

### 中国
- 秦が韓を攻撃し、宛を落とした。
- 秦の丞相の燭寿が罷免され、魏冄が再び丞相となった。魏冄は穣と陶に封じられて、穣侯と呼ばれるようになった。また公子巿を宛に封じ、公子悝を鄧に封じた。

## 死去
- メナンドロス - アテネの喜劇作家（紀元前342年生）
- ディナルコス - アテネの演説作家（紀元前361年生）